# Agaris
Els agaris o agars (grec: agaroi) foren un poble escita de la regió de la mar d'Azov. En temps de Mitridates VI Eupator el gran, rei del Pont, eren coneguts pels seus coneixements mèdics i van servir al rei en aquest aspecte. Diodor de Sicília esmenta un Agarus com a rei dels Escites a la regió del Bòsfor Cimèric.